# Pferdsbach
Pferdsbach ist ein ehemaliges Dorf im Gebiet der heutigen Stadt Büdingen im Wetteraukreis und lag in der Gemarkung des heutigen Stadtteils Dudenrod. Über Jahrhunderte lebten und arbeiteten dort Menschen. Armut und Not trieben die Einwohner jedoch 1847 fast geschlossen zur Auswanderung nach Pittsburgh in Nordamerika. Dem voraus gingen lange Verhandlungen, die nötige Klärung der offenen Vermögensfragen und der Verkauf der gesamten Gemeinde mit Äckern, Wiesen und Waldflächen, Häusern und Scheunen sowie die Klärung bestehender Rechte und Pflichten. Zurück blieb eine Wüstung. Auf die ehemaligen Gebäude deutet nichts mehr hin, lediglich Reste des Friedhofs und ein Gedenkstein erinnern an die Gemeinde und die Menschen, die dort lebten.

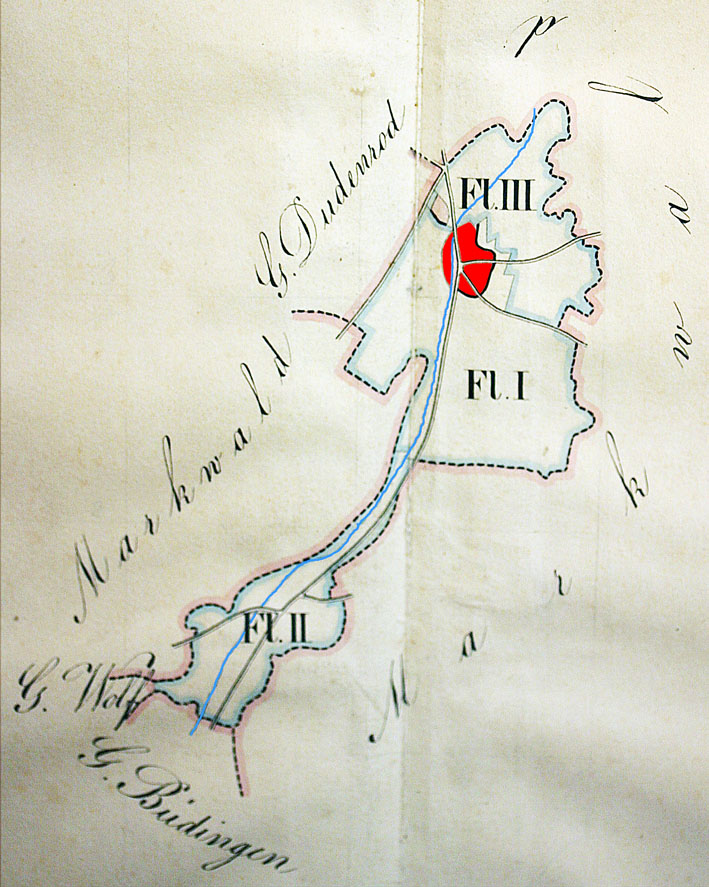
Lage des Dorfes innerhalb der Gemarkung Pferdsbach

## Geographische Lage
Die Wüstung Pferdsbach liegt in der Talsenke des Flusses Pferdsbach, drei Kilometer nördlich von Büdingen in Richtung Bindsachsen, einige Hundert Meter südöstlich des Christinenhofes und beiderseits der heutigen Landstraße L3193 50° 19′ N, 9° 7′ O.
Das Flurbuch („Parcellenbuch“) der Gemarkung wurde 1831 vom Geometer Kirsch angelegt: Flur 1 umfasst das Dorf Pferdsbach, Flur 2 reicht in südlicher Richtung bis an den Sandhof heran, Flur 3 liegt nördlich Pferdsbachs und schließt den Christinenhof ein.

## Herkunft des Ortsnamens
W. Sturmfels leitet den Namen von „dem Bache, an dem Pferde gehalten wurden“ ab. Diese Deutung ist wohl nicht richtig, denn weidende Pferde, die an einem Bach zur Tränke gingen, waren zu jener Zeit kein herausragendes Merkmal, das zur eindeutigen Bezeichnung einer Gemeinde geeignet gewesen wäre. Selbst wenn die Pferdehaltung für den Ort typisch gewesen wäre, hätte man ihn eher Gäulsbach genannt, denn in der Büdinger Gegend und weit darum gab es volkssprachlich keine Pferde, sondern Gäule. Möglicherweise stammt der Name von einigen wichtigen Verbindungswegen und -pfaden ab, die sich in Pferdsbach trafen und dort über den Bach führten. Die ältesten bekannten Schreibweisen sind Perdsbach (1365), später Perdessbach (1489) und Paretzbach (1490). Im Volksmund hieß der Ort Padsbach. Der Namensforscher Albrecht Greule hingegen vermutet, dass sich der Name vom althochdeutschen Wort ahd. *pfarrich mit der Bedeutung „Einfriedung, Pferch“ ableiten könnte.

## Geschichte 1223 bis 1845

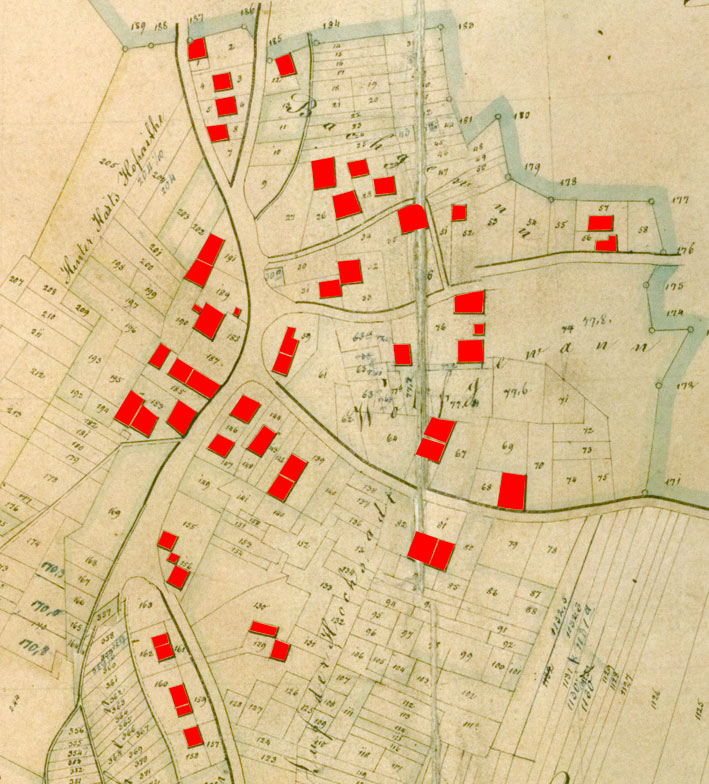
„Parcellenkarte“ des Dorfes, Flur 1

Das Dorf Pferdsbach wurde nachweisbar erstmals am 25. August 1365 durch Dechant und Kapitel von St. Stephan zu Mainz urkundlich erwähnt, die erklärten, dass die Ritter von Merlau (heute ein Ortsteil von Mücke) den Zehnten von Bernsfelden und Pferdsbach von ihnen zu Lehen hatten. Sie beziehen sich dabei auf Briefe von 142 Jahren her, die das belegen könnten. Somit wäre die erste urkundliche Erwähnung Pferdsbachs auf das Jahr 1223 zu datieren. Die Entstehung des Ortes liegt aber vermutlich bereits in den Jahren der fränkischen Landnahme 500 bis 800 nach Chr. Am 4. Dezember 1366 bekennen Johann und Eberhardt R. und Berthold Weppen zu Merlau, dass sie diesen Zehnten von gedachtem Stift zu Lehen empfangen haben. Landgraf Heinrich bekennt am 1. Mai 1370, dass das Lehen auf Hessen übergegangen sei. Landgraf Wilhelm der Jüngere von Hessen bestätigt am 8. Mai 1493, dass die Augustinerinnen zu Grünberg unter anderem Güter zu Pferdsbach hatten.
1551 zählte das Dorf 18 Familien und ist „zur kayserlichen Anlage oder Schatzung herangezogen“. Zusammen mit dem elf Familien zählenden Dudenrod müssen die Bewohner drei Gulden, 17 Schillinge und sechs Heller aufbringen. Für 1620 weist das ysenburgische Untertanenverzeichnis 33 Hausgesäße nach. Die Einwohner mussten sich im Winter als Waldarbeiter im umliegenden Markwald (Büdinger Stadt- und Gerichtswald) etwas hinzuverdienen. Die Häuser des Dorfes waren meist eingeschossig angelegt mit einer Stube, Scheuer und einem kleinen Stall, der die Haltung einer Kuh und ein bis zwei Schweinen ermöglichte.
Kurz vor Ausbruch des Dreißigjährigen Krieges hatte der Ort 33 Steuerpflichtige in etwa 30 Wohnhäusern, jedoch nur zwei mit Grundbesitz von 10 bis 20 Morgen. Die meisten hatten nur sehr wenig Vermögen. Das Untertanenverzeichnis von 1620 weist für Pferdsbach und Dudenrod zusammen 43 Familien aus, darunter sechs Ackerleute, die Geschirr zu fronen hatten, sowie 22 Einzelinge, also Handwerker und Gefreite. Bis zum Krieg bestand in Pferdsbach eine eigene Schule, jedoch kein eigenes Schulhaus.
Erst nachdem Herzog Christian von Braunschweig 1622 die Schlacht bei Höchst verloren hatte, kam es zu Einquartierungen. Mit dieser Last und den Zwangsabgaben (Lieferungen) infolge des Krieges verarmten die Dorfbewohner endgültig. 1625 befanden sich 16 Familien auf Bettelfahrt, elf waren durch die Pest gestorben. Das Vieh war meist Leihvieh. Am 6. September 1634 verloren die Schweden die Schlacht bei Nördlingen. In diesem und im folgenden Jahr, 13 Jahre vor Kriegsende, überfluteten in der Folge die Kaiserlichen die Gegend. In Pferdsbach fanden sie keine Vorräte, stahlen aber das letzte Vieh.
1648 war das Dorf verlassen. Die verbliebenen vier verzeichneten Einwohner lebten in Dudenrod. 1662 war Pferdsbach immer noch nicht wieder besiedelt, während sich in den umliegenden Gemarkungen überall neues Leben rührte. So beschlossen die Herren der Landesregierung in Büdingen am 20. Januar 1662 in Übereinstimmung mit den Herrschaften in Wächtersbach, Hanau und Ortenberg ein Edict herauszugeben und in den jeweiligen Kellereien (Amtsräume der Rechnungsführer) anzuschlagen, „worinnen verstanden wird, dass der Jenige, so beliebung nacher pferdsbach sich zu setzen Und alda zu bawen, zehen Jahr von allen beschwerungen, waß namen sie haben mögen, frey gelassen werden solle.“ Das Edict zeigte Wirkung, und einige Familien siedelten sich an, doch auch in den folgenden einhundert Jahren erreichte das Dorf nicht wieder seine alte Größe; 1750 zählte es 25 huldigungspflichtige Bewohner. 1816, beim Übergang des Dorfes in den hessischen Staatsverband, weist die Spezial-Musterliste 49 Haushaltungen mit 220 Personen nach; bei 199 handelte es sich um Ortsanwesende, sechs waren beim Militär. Ein Jahr vor Beginn der Auswanderungsverhandlungen, 1845, wohnten dort 42 Familien.

## Gründe und Planung der Auswanderung
Die Gemarkung Pferdsbach umfasste etwa 1000 Morgen Land einschließlich der Waldflächen. Die Feldmark betrug lediglich 387 Morgen, nahezu ein Drittel gehörte damals dem gräflichen Hofgut Christinenhof. Die Flächen waren jedoch höchst unterschiedlich verteilt und zudem durch die Solmser Erbteilung in über 2000 Parzellen zersplittert. Der Viehbestand war geringer als 1620.
Durch die begrenzte Fläche und die geringen Ernteerträge von durchschnittlich vier Zentner pro Morgen sowie den erheblichen Wildfraß aus dem die Felder umgebenden fürstlich ysenburgisch-büdingischen Wald waren die Erträge viel zu gering, um die Familien ernähren zu können. Durch die Missernten im ganzen Land und die damit einhergehende Teuerung lag der Gedanke an eine Auswanderung nach Amerika mit seinem „unermesslichen Reichtum“ nahe. Jede Siedlerfamilie sollte dort 500 Morgen Land als Geschenk erhalten: eine Fläche, mit der in Pferdsbach das ganze Dorf auskommen musste.

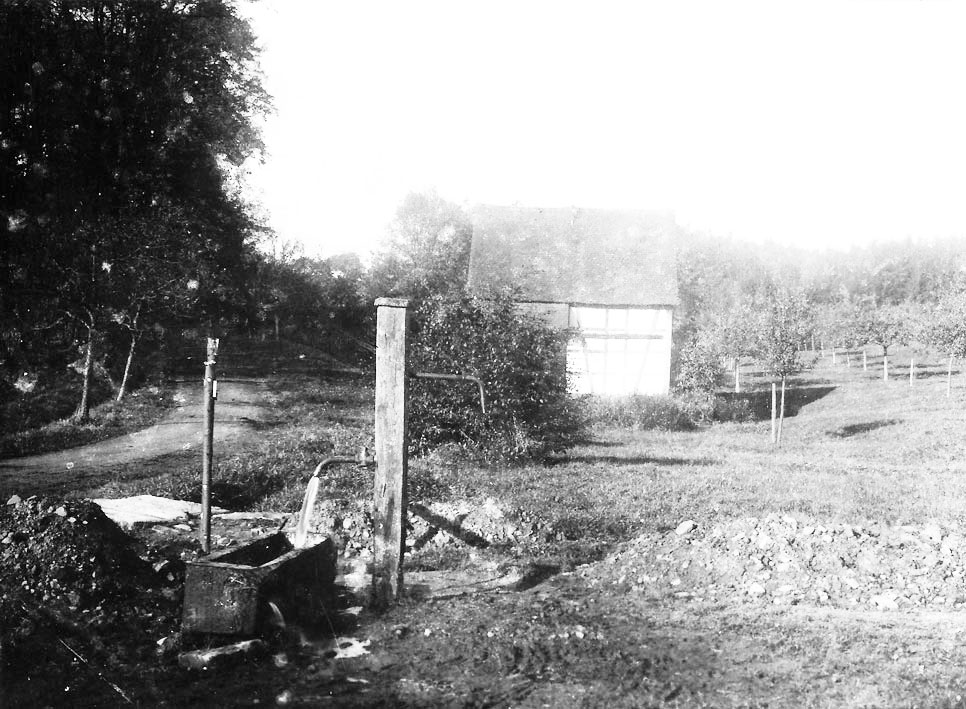
Der Brunnen – er fiel dem Straßenbau zum Opfer – und letzte Gebäude der Wildung (um 1895)

Nach langen Verhandlungen mit der hessischen Regierung kam es zu einem für die Pferdsbacher günstigen Kaufvertrag, durch den ihr Privatbesitz und der Gemeindebesitz auf das fürstliche Haus übergingen.
Auf der Gemeinde lasteten noch Verpflichtungen gegen die Pfarrei, die Kirche und Schule, andererseits hatte die Gemeinde von der Markwaldteilung um das Eckartswäldchen im Jahr 1830 her noch Rechte auf Holzbezug aus anderen Gemeinden und dergleichen mehr. Es musste weiter die Frage geklärt werden, wohin künftig die Schüler von Christinenhof und Dudenrod einzuschulen wären, da die Gemeinde Dudenrod nicht in der Lage war, aus ihren Mitteln eine Schule zu unterhalten.
Am 28. Februar 1846 unterbreitete der fürstliche Kammerdirektor K. Melior unter Vorbehalt der Genehmigung durch den Fürsten der Gemeinde ein Angebot, das einen Gesamtkaufpreis von rund 88.725 Gulden enthielt. Das Angebot enthielt für den Normalmorgen (2500 m²) durchschnittlich 75 Gulden, auf die Gebäude im Ganzen 7500 Gulden, auf den Wald 60.000 Gulden.
Die Gebäude wurden abgeschätzt, vielfach hatten sie nur Abbruchswert, die meisten waren elende Hütten. Dabei stellte sich auch heraus, dass die Gemeinde nicht einmal vollständig zur Auswanderung entschlossen war. Nach einem Bericht des Bürgermeisters Albrecht vom 25. Februar 1846 hatten sich 45 Haushaltungen und selbständige Einzelpersonen mit zusammen 150 Köpfen für die Auswanderung entschieden, 19 Haushaltungen mit 67 Personen wollten bleiben. Das großherzogliche Ministerium entschied daher, dass unter diesen Umständen von einer Veräußerung des Gemeindevermögens keine Rede sein könne. Dem folgte ein Versuch, die Gemeinde zum Bleiben zu bewegen. In der Zwischenzeit entschlossen sich neun weitere, sich doch der Auswanderung anzuschließen. Die verbleibenden zehn Familien wollten ihren Wohnsitz in Pferdsbach ebenfalls aufgeben, ihr Privatvermögen aber vorläufig noch behalten. Am 9. April 1846 wurde dann endlich zwischen der Gemeinde, vertreten durch die Bevollmächtigten Bürgermeister Albrecht, Heinrich Hardt, Heinrich Meinharde, Heinrich Schwab, Heinrich Reutzel und Johannes Mäuser mit Zustimmung des Hofgerichtssekretariatsakzessisten von Zangen einerseits und dem Fürsten Ernst Casimir I. zu Ysenburg-Büdingen andererseits, vertreten durch den ysenburgischen Kammerdirektor Melior unter Vorbehalt höherer Genehmigung, der in 19 Paragraphen fixierte Kaufvertrag abgeschlossen.
Kreisamt und Gemeinde hielten den Verkauf für die Bewohner für vorteilhaft, und so begannen die Vorbereitungen für die Auswanderung, trotz der noch ausstehenden Genehmigung des Vertrages durch das Ministerium. Im Juni 1846 brachte die Regierung Bedenken gegen den Vertrag vor, der dann, neu gefasst, endlich am 26. August genehmigt wurde. Seine wesentlichen Punkte waren:

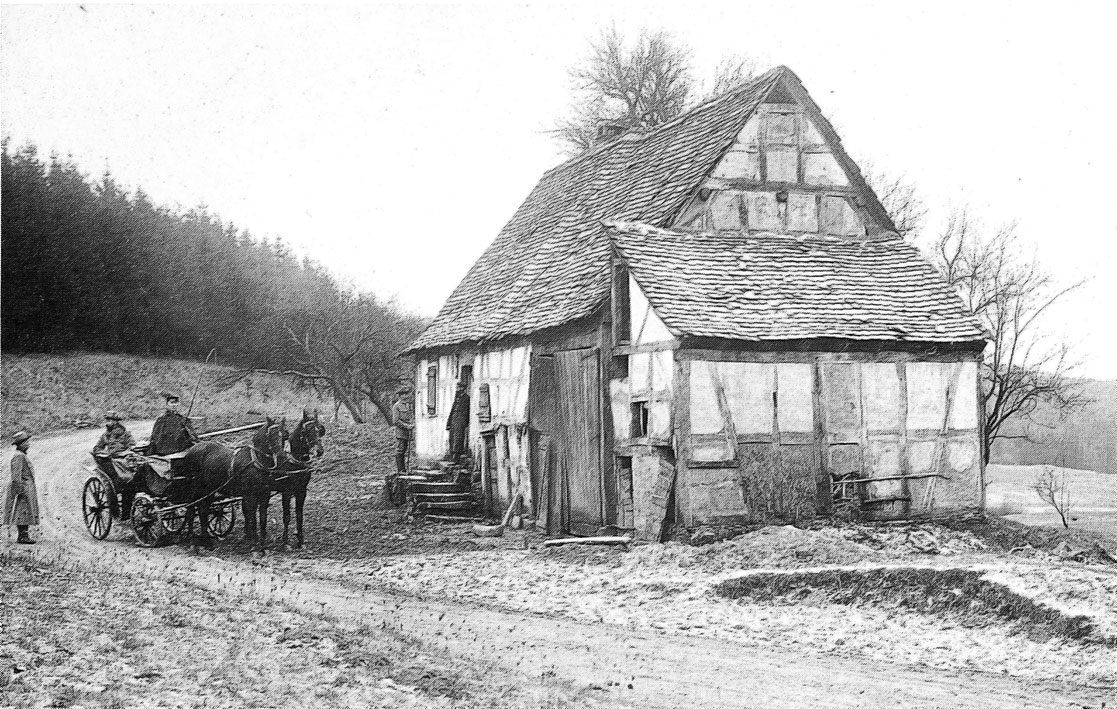
Das letzte Gebäude Pferdsbachs. Vor der Haustür der letzte Bewohner, Heinrich Jeck, im Jagdwagen der Fürst und zwei seiner Forstbeamten (um 1895)

Die Gemeinde Pferdsbach verkaufte an den Fürsten zu Ysenburg und Büdingen ihren 276 Morgen 356 Quadratklafter haltenden Wald, dazu dasjenige Ausgleichungsholz, das die Gemeinden Büdingen und Haingründau an sie, die Gemeinde Pferdsbach, herauszugeben hatten. Weiter verkaufte sie ihren Anteil am Eckartswäldchen, das in der Gemarkung Pferdsbach gelegene Grundeigentum, ebenso die der Gemeinde zustehenden Gebäude mit allen Rechten und Verbindlichkeiten. Gleichfalls verkauften 38 Güter- und 23 Gebäudebesitzer ihre Güter und Gebäude an den Fürsten. Die auf den Grundstücken stehenden Bäume und alles, was zu den Gebäuden gehörte, wurden mitverkauft. Ausgenommen waren nur Waschkessel, Feuerherde von Eisen und Öfen. Die Übergabe des Waldes an den Käufer sollte zügig nach Genehmigung des Vertrags erfolgen. Damit ging auch das Berechtigungsholz der Gemeinden Büdingen und Haingründau an den Käufer über, ebenso die Rechte der Pferdsbacher am Eckartswäldchen. Weiter wurde ausgehandelt, dass die Gebäude in dem „jetzigen Zustand“ zu belassen seien und dass Dünger und Futter nur in den verkauften Gütern verwendet werden durften. Der Kaufpreis wurde auf 95.000 Gulden festgelegt und war bis auf 12.000 Gulden am 1. Januar 1847 fällig. Der Rest sollte bei Übergabe der Gebäude bezahlt werden.
Schließlich einigte man sich auch über strittige Steuern und Tilgungsrenten. Der Fürst übernahm die Verpflichtung, die Beiträge zur Revierförster- und Försterbesoldung mit 51 Gulden 48 ¼ Kreuzer zu zahlen. Er bezahlte auch 17 Gulden Manngeld zur Besoldung der Pfarrei Wolf und das von ihr geforderte Holz. Weiter übernahm er das Schulgeld der Gemeinde Pferdsbach für die Schule in Dudenrod in Höhe von 11 Gulden 34 ½ Kreuzer und 4 Gulden Wohnungsgeld für den dortigen Lehrer.

## Auswanderung
Am 14. September 1846 unterzeichnete die Regierung in Darmstadt das Auswanderungsgesuch, und am 19. September 1846 unterzeichneten 41 Familienväter und selbständige Einzelpersonen das Auswanderungsprotokoll, das Herr von Zangen führte. Noch im Herbst übernahm die Standesherrschaft derer von Ysenburg die verkauften Liegenschaften in der Gemarkung.
Am 2. Januar 1847 einigten sich die Pferdsbacher, dass sie gemeinsam über Mainz, Köln und Antwerpen nach New York reisen wollten. Dort wollten sie sich zunächst trennen. Einige hatten vor, nach Pennsylvania zu gehen, andere wollten nach Ohio. Ein Ausschuss trat mit dem Büdinger Auswanderungsagenten Lehning in Verbindung. Mitte Januar wurde in Mainz der Schiffsvertrag abgeschlossen, der die Überfahrt von 171 Menschen nach New York vorsah. Man rechnete mit 90 Tagen für die Schifffahrt und beschaffte entsprechend Proviant.
Am 28. März brachen die Pferdsbacher auf. Mit bepackten Leiterwagen, von Bekannten und Freunden geliehen, fuhren die Auswanderer los. Die Strecke bis Antwerpen legten sie mit Etappen in Frankfurt, Mainz und Köln per Schiff und Eisenbahn zurück. Von Antwerpen aus reiste die Gruppe in zwei Fahrten nach Amerika. 159 Personen, darunter frühere Einwohner von Büdingen, Orleshausen, Büches, Dudenrod, Wolf, Aulendiebach, Michelau, Hainchen, Mockstadt und Bindsachsen, trafen mit dem Schiff Albert am 3. Juni 1847 im New Yorker Hafen ein.

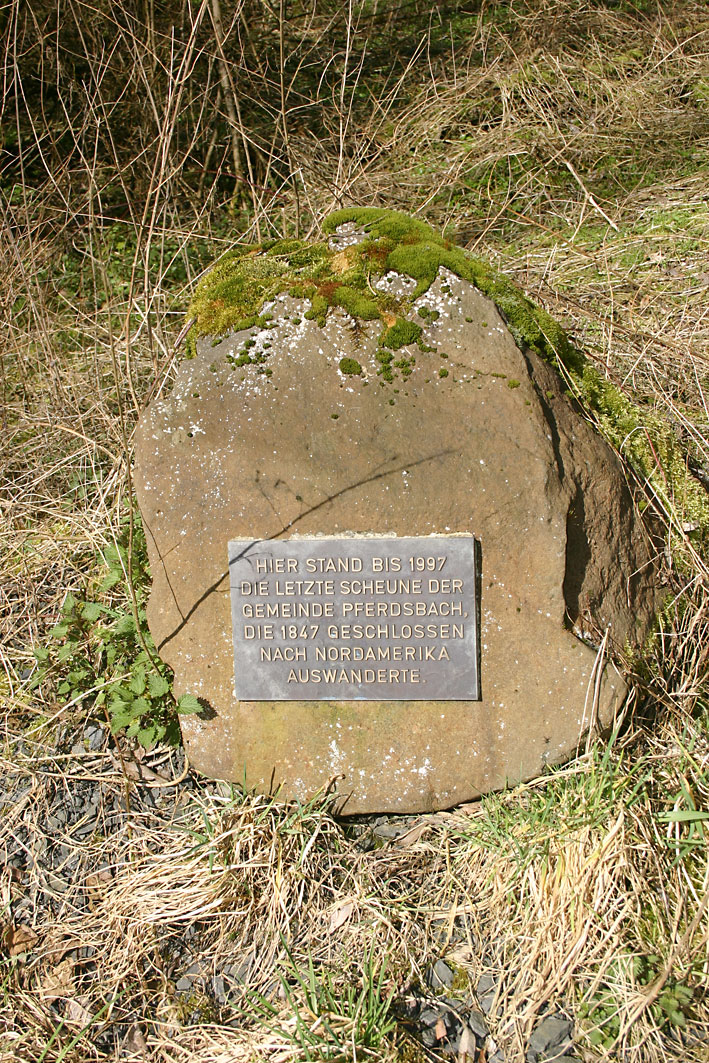
Gedenktafel für die verfallene Scheune

Der zweite Transport folgte am 12. Juni mit dem Schiff Morgenstern. Die hessische Regierung unterstützte die Auswanderer noch durch ihren Konsul in New York, der den Auswanderern nach deren Ankunft bei den Vorbereitungen zur Weiterfahrt half. Mit der Eisenbahn reisten die Pferdsbacher nach Pittsburgh, wo sie bereits von alten Bekannten aus ihrer engeren Heimat erwartet wurden. Manche von ihnen blieben in Pittsburgh, die Mehrzahl wurde in der weiteren Umgebung Farmer. „Die meisten sind in der neuen Heimat wohlhabende Leute geworden, aber trotzdem mussten sie auch dort erfahren, daß das Leben ein Kampf ist.“

## Wüstung
Juristisch war mit der Auswanderung der Pferdsbacher die Gemeinde erloschen:

„Bekanntmachung. Betreffend: Die Auflösung der Gemeinde Pferdsbach im Kreise Büdingen. – Die unterzeichnete Behörde bringt hierdurch in höchstem Auftrage zur allgemeinen öffentlichen Kenntniß, dass nunmehr die Voraußsetzungen, von welcher die Auflösung der Gemeinde Pferdsbach abhängig gemacht worden, eingetreten sind, Se. Königliche Hoheit der Großherzog die Auflösung der Gemeinde Pferdsbach vom 1. April d. J. an allergnädigst auszusprechen geruht haben. Zugleich wird hiermit bekannt gemacht, daß die Gemarkung Pferdsbach in administrativer und polizeilicher Hinsicht der Gemeinde Dudenrod zugetheilt und die desfalls nöthigen Verfügungen erlassen worden sind. Büdingen, den 1. Juni 1847. Der Gr. Hess. Kreisrath des Kreises Büdingen Dr. Spamer.“

Die übrigen zehn oder elf Familien siedelten nach Büdingen und in die umliegenden Ortschaften um.

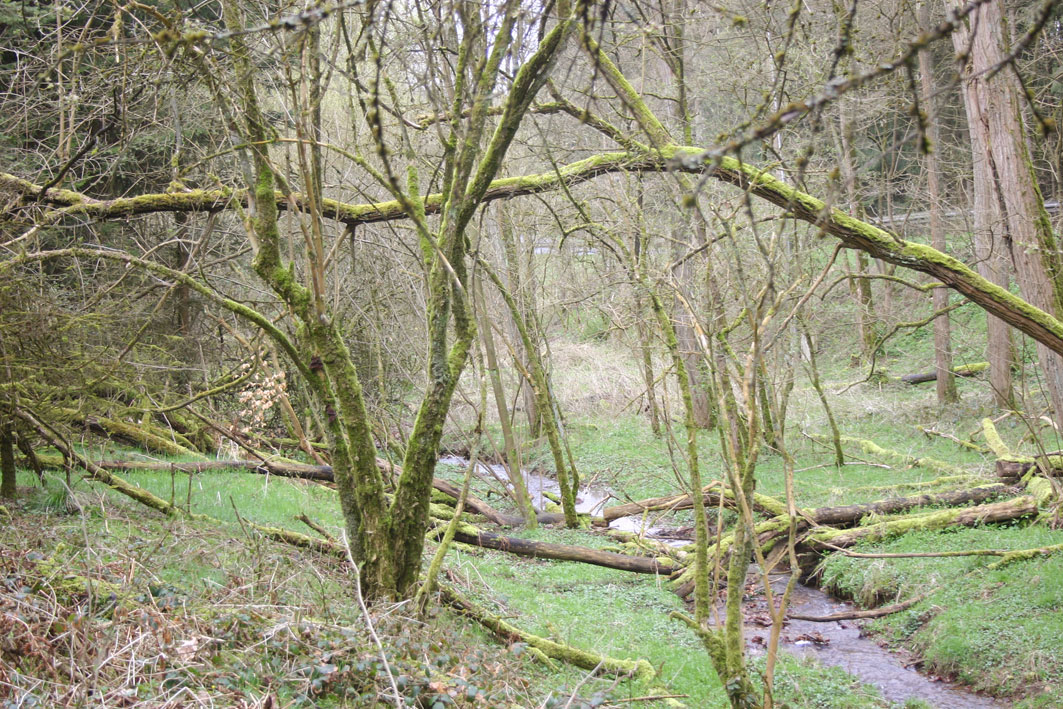
Der Pferdsbach nahe seiner Quelle, verwildert (2008)

1906 wird nur noch von einem bestehenden Gebäude Pferdsbachs berichtet, einem Wohnhaus, das von der 5-köpfigen Familie des großherzöglichen Revierförsters Heinrich i. P. Jeck bis zu dessen Tod im Alter von 92 Jahren am 25. September 1902 bewohnt war. Jeck war auch der Letzte, der seinem Wunsche entsprechend am 28. September in Gegenwart des Fürsten Bruno, des Erbprinzen Wolfgang, des Büdinger Bürgermeisters und vieler anderer auf dem Pferdsbacher Friedhof bestattet wurde. Das Haus wurde am 6. Dezember 1905 für 100 Mark zum Abbruch versteigert. Bis zum 1. Mai 1906 musste der Platz geräumt sein.
Einzig eine Scheune, die vermutlich im 19. Jahrhundert aus den Resten verschiedener Scheunen der Ausgewanderten erbaut worden war (seit 1991 unter Denkmalschutz), zeugte noch vor Jahren gut sichtbar von der Besiedlung des Tals. Nachdem das Haus Ysenburg-Büdingen die Scheune trotz des bestehenden Denkmalschutzes hat verkommen lassen, ist sie 1997 eingestürzt. Nur mit Mühe findet man heute Hinweise auf das einstige Dorf Pferdsbach. Der versteckt gelegene Gedenkstein für die eingefallene Scheune und Reste des alten Friedhofs mit einigen unter Laub und Erde versteckten Grabsteinen sind die einzigen Reste des Gemeinwesens und stumme Zeugen der Vergangenheit.
In Büdingen erinnert der Pferdsbacher Weg an das abgegangene Dorf.

## Liste der Auswanderer
Das Verfahren der Auswanderung erforderte eine Klärung möglicher offener Forderungen. Daher wurden die folgenden Namen der Ausreisenden durch den großherzoglich-hessischen Kreisrat in Büdingen, Dr. Spamer, im September 1846 amtlich bekannt gemacht. „beabsichtigen nach Amerika auszuwandern. Alle diejenigen, welche Forderungen oder sonstige Ansprüche an dieselben machen zu können glauben, werden hierdurch aufgefordert, solche binnen Drei Monaten a dato bei Großh. Landgericht dahier geltend zu machen, widrigenfalls die Entlassungsurkunden werden ertheilt werden.“
1. Albrecht, Friedrich, nebst Familie
2. Albrecht, Heinrich, ledig
3. Albrecht, Conrad, ledig
4. Dießel, Georg, ledig
5. Albrecht, Heinrich, nebst Familie
6. Bach, Friedrich, nebst Familie
7. Dadt, Georg, nebst Familie
8. Feil, Thomas, nebst Frau
9. Feil, Peter, nebst Familie
10. Graul, Adam, nebst Frau
11. Listmann, Christian, nebst Familie
12. Mäuser, Johann, nebst Familie
13. Mäuser, Conradt, nebst Familie
14. Meinhardt, Heinrich, nebst Familie
15. Müller, Peter, nebst Familie
16. Naumann, Georg, nebst Sohn
17. Reutzel, Johannes, nebst Familie
18. Ruth, Caspar, nebst Familie
19. Reutzel, Heinrich, nebst Familie
20. Schäfer, Andreas, Witwer, nebst Familie
21. Schwab, Heinrich, nebst Familie
22. Velte, Johannes, nebst Familie
23. Velte, Ludwig, nebst Familie
24. Wolf, Ludwig, Witwer
25. Weber, Heinrich I., nebst Familie
26. Weber, Heinrich II., nebst Familie
27. Ey, Heinrich, Witwer
28. Dath, Johann, ledig
29. Geiß, Ernst, ledig
30. Ey, Andreas, ledig
31. Beier, Ludwig, nebst Familie
32. Soldan, Conrad, ledig
33. Flach, Anton, nebst Familie
34. Soldan, Maria, ledig
35. Diedolf, Katharina Maria, ledig
36. Diedolf, Margretha, ledig
37. Diedolf, Johannes, ledig
38. Diedolf, Elisabetha, ledig
39. Dath, Wilhelm, ledig
40. Mohr, Kraft, nebst Familie
41. Schäfer, Heinrich, nebst Frau

## Archivalien
Bestandsliste des Hessischen Staatsarchivs Darmstadt:
- Amtsgericht Büdingen G 28, F1240 Auswanderung aller Einwohner Pferdsbach 1845–1849
- Amtsgericht Büdingen G 28, 270 – Familienrechtssachen
- Staatsministerium G 1, 135/6 Auswanderung sämtlicher Einwohner der Gemeinde Pferdsbach, Kreis Büdingen, nach Nordamerika 1847